# Eddie Karnil
Eddie Edvardo Karnil (20. januar 1936 i København – 12. september 2008 i Odense) var en dansk skuespiller.
Karnil blev uddannet fra Skuespillerskolen ved Odense Teater i 1963, men begyndte allerede som 8-årig som artist i Cirkus Benneweis. Han debuterede på scenen i 1960 i Galilæi liv på Odense Teater og var tilknyttet teatret store dele af sin karriere. Han medvirkede desuden i flere spillefilm samt revyer og kabareter.

## Filmografi
- Det kære legetøj (1968)
- Amour (1970)
- Med kærlig hilsen (1971)
- Livsens Ondskab (tv-serie, 1972)
- Kun sandheden (1975)
- Den korte sommer (1976)
- Jeppe på bjerget (1981)